# (134) Софросина
(134) Софросина (лат. Sophrosyne) — астероид главного пояса, поверхность которого имеет очень низкое альбедо и состоит из простейших углеродных соединений. Он был открыт 27 сентября 1873 года немецким астрономом Робертом Лютером в Дюссельдорфской обсерватории и назван в честь древнегреческого термина Софросюне, часто встречающегося в работах античных философов (в частности Платона), и означающего «благоразумие, рассудительность, здравый смысл».

Орбита астероида Софросина и его положение в Солнечной системе
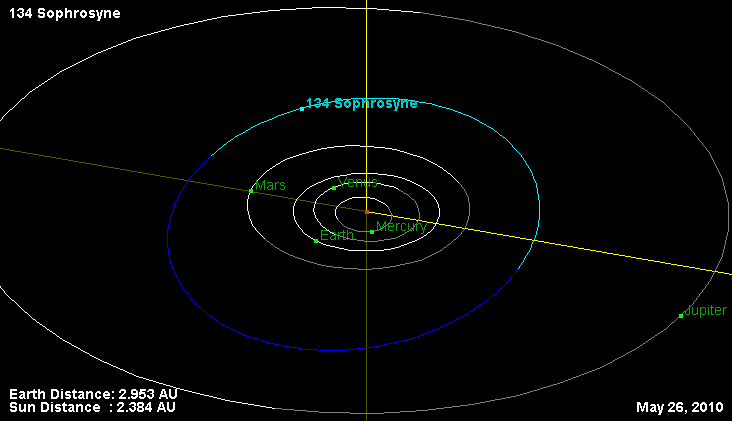
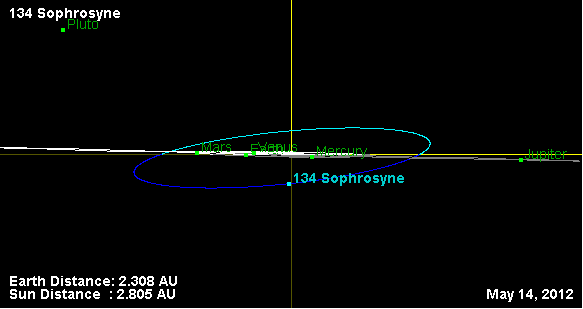